# Ornithoptera
Genre
Ornithoptera est soit un synonyme de Troides soit un genre distinct de lépidoptères qui appartient à la famille des Papilionidae, à la sous-famille des Papilioninae et comme le genre Troides à la tribu des Troidini.

## Systématique
Le genre a été décrit par l'entomologiste français Jean-Baptiste Alphonse Dechauffour de Boisduval, en 1832.

### Espèce type
- Papilio priamus Linnaeus

## Taxinomie
Il existe plusieurs sous-genres :
ornithoptera allotei
- sous-genre Aetheoptera (Rippon, 1894)
  - Ornithoptera victoriae
- sous-genre Ornithoptera (Boisduval, 1832)
  - Ornithoptera aesacus
  - Ornithoptera croesus croesus/lydius
  - Ornithoptera priamus
  - Ornithoptera richmondia
- sous-genre Schoenbergia (Pagenstecher, 1893)
  - Ornithoptera chimaera
  - Ornithoptera goliath
  - Ornithoptera meridionalis
  - Ornithoptera paradisea
  - Ornithoptera rothschildi
  - Ornithoptera tithonus
- sous-genre Straatmana (Deslisle, 2007)
  - Ornithoptera alexandrae